# Adversus Haereses
Adversus Haereses è il titolo latino comunemente usato per indicare un libro di Ireneo, vescovo di Lione e padre della Chiesa.
Il testo è anche noto come Contro le eresie o Sulla scoperta e il rovesciamento della falsa gnosi (in greco antico Ἔλεγχος καὶ ἀνατροπὴ τῆς ψευδονύμου γνώσεος). È un'opera in cinque volumi contro lo gnosticismo e altre eresie cristiane, scritta intorno al 180 d.C.
A volte può essere confuso con le seguenti opere per la somiglianza del titolo:
- Panarion, anch'essa in opposizione alle eresie, scritta nel IV secolo da Epifanio di Salamina.
- Adversus omnes haereses, un'appendice dell'opera De praescriptiones haereticorum di Tertulliano.[3]
- Confutazione di tutte le eresie, attribuito a Ippolito di Roma.

## Composizione e tradizione manoscritta

### Stesura
La composizione dell’opera può essere datata in un periodo compreso tra il 174 e 189, dal momento che nella lista di Vescovi di Roma è riportato Eleuterio (175-189), ma non il suo successivo Vittore I (189-199). Il più antico frammento di manoscritto (P. Oxy. 405) è datato attorno al 200.
Ireneo, quando iniziò l'opera, intendeva scrivere solo i primi due libri: secondo le ultime ricostruzioni di Grant, infatti, egli inviò prima i libri I e II ad un suo innominato corrispondente a cui è dedicata l’opera, poi il III, il IV e il V in successione.

### Fonti
Quello delle fonti dell'Adversus haereses è tuttora un problema aperto: dal momento che Ireneo non si è limitato a giustapporre in modo quasi meccanico elaborati precedenti, ma li ha risistemati in modo personale , non sempre risulta chiaro quali documenti abbia preso in esame. 
Tra i testi consultati, sicuramente rientrano i trattati perduti di Giustino come Syntagma  e Contro tutte le eresie che, secondo lo stesso Giustino, discuteva di Simone Mago, del suo discepolo Menandro e di Marcione (e di altri non elencati). Inoltre, Ireneo dichiara più di una volta di rifarsi a tradizioni e affermazioni precedenti, soprattutto di non meglio identificati «presbiteri»: tra essi, Grant ipotizza gli asiatici Papia e Policarpo e i romani Clemente e Giustino Martire.  Le sfasature presenti nell’opera potrebbero quindi derivare dalla difficoltà di padroneggiare strutturalmente una pluralità di fonti. 
Il continuo rifarsi di Ireneo alla fonte dei presbiteri, da lui considerata valida in massimo grado, evidenzia la sua volontà di inserirsi in una linea di tradizione autentica, l'unica capace di indirizzare la comunità a cogliere il significato esatto della Scrittura, ossia quella confermata dall’autorità episcopale della chiesa cattolica. Infatti, sia la chiesa, sia i movimenti ereticali, come era naturale in ambiente cristiano, facevano ricorso alla Parola di Dio per fondare le loro argomentazioni, ed entrambe erano caratterizzate dall'interpretazione allegorica del testo sacro. Ireneo contesta agli avversari il metodo di esegesi delle Scritture: essi, a sua detta, selezionano dal testo solo quanto loro occorre e ne forzano il significato per farlo quadrare con i dati della loro dottrina, non ortodossa né provata dalle Scritture. 

### Breve excursus della tradizione manoscritta
È stato possibile ricostruire il testo grazie alle molte copie complete in lingua latina (la cui datazione è però incerta, probabilmente del III o IV secolo ), ma son giunti fino a noi alcuni frammenti del testo originale in antico greco: Eusebio ed Epifanio  infatti riportano una serie di citazioni dei libri I e III, mentre dei libri IV e V si è conservata anche in una traduzione letterale in armeno del VI secolo. Quanto al libro II (che si trova praticamente solamente in una versione latina), a detta di Grant non conteneva delle argomentazioni razionali molto convincenti e perciò non ha avuto la stessa fortuna degli altri volumi .

## Obiettivo dell'opera

### Destinatario
Non si conosce l'identità della persona specifica per cui scrisse questa opera. Si potrebbe supporre che il destinatario sia un leader di una comunità cristiana poiché Ireneo si augura che il suo amico, avendo appreso queste cose, possa renderle chiare a tutto il suo popolo. 
Costui conosceva chiaramente il greco ed era turbato dagli insegnamenti che Ireneo aveva incontrato nella sua regione intorno alla valle del Rodano, ma, dato che Ireneo fa riferimento al «dialetto barbaro» in uso in Gallia, è improbabile che l'opera fosse destinata a lettori di quel luogo . 
A detta di Grant, infatti, questo libro non è stato scritto per i cristiani della Gallia o di Roma (ai quali non sarebbe servito ricordare il nome dei vescovi), ma più probabilmente per i fedeli dell'Asia e della Frigia, in quanto si registra come molte lettere cristiane venivano inviate da Lione specificamente in queste zone.
Secondo Behr invece, dal momento che Ireneo descrive anche un incidente riguardante «un certo diacono tra la nostra gente in Asia» (haer. 1.13.5), egli non sta scrivendo per coloro che si trovano in Asia. È molto probabile che il destinatario fosse il leader di una comunità cristiana a Roma, probabilmente composta in gran parte da immigrati dall'Asia, sua terra natia. Inoltre, anche il modo in cui Ireneo parla di Marcellina e delle sue attività a Roma (haer. 1.25.6) indicherebbe un ambiente romano. 

### Scopo dell'opera
In qualità di vescovo, Ireneo si sentì obbligato a controllare l’evoluzione della comunità gnostica (soprattutto i Valentiniani) al fin di salvaguardare i fedeli cattolici dall’eresia. Per adempire a questo dovere, Ireneo si informò molto sulla dottrina e sulle opere non ortodosse e successivamente si dedicò alla compilazione di questo trattato. Fornisce così «un resoconto conciso e chiaro» della loro dottrina, in particolare dei discepoli di Tolomeo, una propaggine della scuola di Valentino, e offre «suggerimenti ... per confutare questa dottrina mostrando quanto le loro affermazioni siano assolutamente assurde, incoerenti e incongrue con la verità» (haer. 1. Pref.2). 
Il principale obiettivo di Ireneo era infatti attaccare i culti che si erano distaccati dall’ortodossia cristiana e presentare un’autentica tradizione secolare contro lo gnosticismo.

## Struttura e divisione in capitoli
L’intera opera può essere divisa in due sezioni: 
1. Comprendente i capitoli I e II, corrispondenti alle due parole chiave del titolo dato, ossia alla ‘scoperta’ e al ‘rovesciamento’ della falsa gnosi (Ἔλεγχος καὶ ἀνατροπὴ τῆς ψευδονύμου γνώσεος)
2. Sviluppata nei capitoli III, IV e V, in cui Ireneo inizia un'esposizione della propria teologia, completando ciò che aveva già iniziato nel libro due, fondandosi sulla testimonianza della scrittura, che ormai comprende Antico e Nuovo Testamento.

Sebbene si tratti di un'opera voluminosa, ogni libro dell’Adversus Hereses è in realtà strutturato in modo molto serrato: tranne il primo, che è organizzato in modo da smascherare i suoi avversari, ogni libro segue lo stesso schema tematico tripartito. Gli argomenti principali dei libri II-V sono infatti:
1. L’esistenza di un solo Dio,
2. L’esistenza di un solo Cristo,
3. L’antropologia dell'essere umano, inteso come creatura plasmata da Dio ma che diventa tale solo negli ultimi tempi, nella Chiesa (in haer. 3), rispondendo alla chiamata di Dio (in haer. 4) e regnando con Lui (in haer. 5)[12].

Si riporta un riassunto schematico della struttura e suddivisione del contenuto nei capitoli:
| Libro                                                       | Contenuto |
| ----------------------------------------------------------- | --- |
| I. Esposizione della dottrina valentiniana                  | - Prefazione: presentazione di sé e dei problemi che tratterà, rivolgendosi al lettore (un suo amico), dichiara come altri prima di lui si siano cimentati nella stessa prova con scarso successo. - Riassunto della dottrina di Tolomeo (haer. 1.1–12): dall’origine del Pleroma, alla creazione ad opera del Demiurgo. Descrive quindi le tipologie di esseri umani e le prove bibliche addotte a sostegno della loro dottrina. - La regola della Verità e la genealogia dei valentiniani (haer. 1.10–21): dopo aver descritto brevemente la fede cattolica, espone gli altri sistemi gnostici, gli insegnamenti di Valentino e dei suoi seguaci in merito al Pleroma, alla creazione, il loro uso della Scrittura, la regola della Verità e le loro pratiche di redenzione. - L’origine delle eresie (haer. 1.22–28): presentazione del pensiero e comportamento di altri gnostici (Simone Mago, Carpocrate, Ebioniti) - Conclusione (haer. 1.31.3–4) |
| II. Prove razionali della falsità delle dottrine gnostiche  | - Prefazione : preambolo di presentazione del suo progetto di confutazione della falsa gnosi - Unico Dio (haer. 2.1–19): motiva la logica necessità che Dio sia unico, la Verità che l’unico Dio sia colui che ha creato tutto dal nulla attraverso il Verbo, evidenziando infine le contraddizioni degli gnostici per ricondurli alla Fede. - Cristo (haer. 2.20–28): analisi delle presunte analogie ed interpretazione delle parabole e azioni di Cristo, dichiarazione dell’assurdità del Pleroma, critica alla vicenda di Sophia e del Demiurgo e alla prova biblica addotta dagli gnostici. Presentazione del corretto modo di indagare con umiltà. - Antropologia (haer. 2.29–30.8): descrizione del vero destino degli uomini e delle anime. - Conclusione (haer. 2.30.9) - Sintesi e rifiuto di altre eresie (haer. 2.31.1–35.3) - Notizia di un ulteriore lavoro (haer. 2.35.4) |
| III. Predica Apostolica                                     | - Prefazione: dichiara di presentare nel prossimo volume una serie di dimostrazioni tratte dalla Scrittura che confermino la dottrina cristiana ortodossa. - Scritture, Tradizione, Chiesa (haer. 3.1–5): dimostrazione della veridicità delle Scritture in quanto prodotto degli apostoli, giunto direttamente dai compagni di Gesù alla Chiesa contemporanea ad Ireneo. - Unico Dio (haer. 3.6–15): testimonianza dell’unicità di Dio Creatore riportata dai profeti, dagli apostoli e dal Signore stesso, dagli Evangelisti e altri apostoli. Conclude con un commento supplementare sulla testimonianza di Paolo. - Unico Signore Gesù Cristo (haer. 3.16–21.9): testimonianza che Cristo sia figlio di Dio e sia divenuto figlio dell’uomo per ricapitolare in sé il creato, come riportato dagli evangelisti. Infine, prova che egli sia il Salvatore. - Ricapitolazione di Adamo (haer. 3.21.10–23): dimostrazione dell’amore di Dio nei confronti dell’uomo (tanto da mandare il figlio a salvarlo). - Conclusione (haer. 3.25.7): ribadisce come la chiesa sia il luogo perfetto per la vita dell’essere umano |
| IV. La Parola del Signore                                   | - Prefazione: per adempiere alla sua promessa, «aggiungerà peso, per mezzo delle parole del Signore, a ciò che ha già avanzato». - L’unico Dio (haer. 4.1–19): definito come il padre di Gesù Cristo, creatore e padre dei patriarchi. Egli è inoltre l’autore della Legge e dei Vangeli, considerate come due tappe di un unico percorso, in quanto il secondo porta a compimento la prima. Viene riportato quindi il valore dell’Eucaristia, ossia adempiere ai sacrifici figurativi già descritti nell’Antico Testamento e, in conclusione, una descrizione della trascendenza di Dio. - Cristo e l’economia (haer. 4.20–35): Dio si è fatto vedere dall’uomo per mezzo del Verbo e dello Spirito, prefigurati dalle visioni dei profeti e patriarchi. Viene quindi data una lettura ecclesia delle Scritture e un’esegesi di un presbitero. In conclusione, si confutano nuovamente alcune tesi marcionite e valentiniane. - Le parabole di Cristo (haer. 36–41): dimostrazione che un solo e medesimo Dio chiama gli ebrei e i pagani a convertirsi, attraverso anche l’uso della parabola. Si passa quindi a provare la libertà degli uomini e l’intervento finale di Dio come unico giudice. - Conclusione (haer. 4.41.4) |
| V. Gli altri insegnamenti del Signore e le lettere di Paolo | - Prefazione: dopo aver riassunto ciò che è stato detto nel precedente libro, dichiara di accingersi a completare l’opera per completare la richiesta del suo amico - Il potere di Dio (haer. 5.1–14): la risurrezione della carne, dimostrata in base alle lettere di Paolo, è opera della potenza di Dio, capace di dar nuova vita agli esseri umani attraverso la loro morte. Questa asserzione viene portata avanti attraverso un commento a 1 Corinzi, 15:50. - Il lavoro di Cristo (haer. 5.15–24): L’identità del Dio Creatore e Padre viene provata da tre fatti della vita di Cristo, ossia la guarigione del cieco, la Passione e l’episodio delle tentazioni del demonio. - L’ultima fine (haer. 5.25–36.1): l’insegnamento delle Scritture sulla fine dei tempi (avvento dell’Anticristo, giudizio universale e risurrezione dei giusti) dimostra che il Dio Creatore si identifica con Dio Padre. - Conclusione (haer. 5.36.3): un solo è il Padre, un solo è il Figlio, un solo il genere umano. |

## Stile
Non è una lettura facile: viene spesso definito noioso, ripetitivo e di difficile interpretazione.  Infatti, anche se certamente Ireneo seguiva una coerente linea di base quando componeva i libri III-V, il risultato finale non è del tutto positivo quanto a scioltezza e organicità di discorso. 
Nella dichiarazione di stile che inserisce in haer. 1 praef. 2-3, egli avverte il lettore che la sua forma non potrà essere elegante e la lingua non sarà raffinata, in quanto egli, vivendo a contatto con i Celti, è abituato a parlare una lingua ‘barbara’ e non conosce l’arte della persuasione retorica. 
Tuttavia, il metodo di stesura dell’opera (che da una parte critica la dottrina gnostica e dall’altra mette insieme le idee delle autorità accettate da Ireneo), si basa sulle regole di argomentazione insegnate dalle scuole di retorica del IV secolo. 
Inoltre, lo stesso passo in cui accusa il suo stile di esser eccessivamente semplice, in realtà, come evidenzia Schoedel, presenta dei parallelismi eruditi con altri autori quali Platone, Lisia, Isaia e Teofilo di Antiochia. 
Allo stesso modo, anche il lessico da lui utilizzato per descrivere concetti teologici chiave rivela le sue conoscenze provenienti da studi retorici.  In modo particolare, Ireneo prese tre termini utilizzati già da antichi scoliasti dell’Odissea e li utilizzò per la teologia: hypotesis (presentazione della trama o descrizione della struttura di un testo), oikonomia (scopo, obiettivo di una narrazione) e anakephalaiôsis (riassunto o ricapitolazione di una serie di vicende).

## Contenuto, ossia le critiche

### Contro gli gnostici
Ireneo accomuna sotto l’etichetta di gnostici una vasta gamma di tendenze e di gruppi che propongono un’interpretazione del credo cristiano e delle scritture che egli ritiene aberrante, falsa ed eterodossa.  Egli riserva il termine 'eretico' a chiunque segua la scia di Simone Mago, non solamente la corrente dei valentiniani (da lui considerata la dottrina più elaborata e conosciuta e quindi più pericolosa per la chiesa cattolica). 
Ireneo, tuttavia, non poteva limitarsi all'indignazione morale, ma doveva spiegare perché gli gnostici si sbagliavano. Tra le motivazioni, egli era sicuro che gli gnostici non potessero ragionare perché essi stessi erano malati di mente,  e si prende gioco addirittura di alcuni miti valentiniani (come le passioni dell'Achamoth caduto che hanno prodotto la materia).  
Il suo compito fu facilitato dal fatto che i valentiniani erano relativamente convenzionali e cercavano di rendere il loro sistema il più possibile razionale.  Si riportano ora le principali critiche mosse allo gnosticismo, contrapposte alla posizione della chiesa:
- Contro la frammentazione delle varie sette gnostiche: non essendo un movimento unico, non è mai esistita una versione canonica del sistema gnostico (né valentiniano) [23] e i membri di questa corrente «non dicono le stesse cose sullo stesso argomento, ma si contraddicono riguardo alle cose e ai nomi»(haer. 1.11.1). D’altra parte, la chiesa si propone come unitaria ad imitazione dell’unico Dio, e basata sull’unità di una tradizione di esegesi in grado di conservare immutato nel tempo i precetti della fede (depositum fidei).
- Contro il concetto elitario di esoterismo: gli gnostici tengono segreta la loro dottrina e la rivelano solamente ai pochi in grado di fornire pagamenti sostanziosi per misteri così grandi. [24] La chiesa cattolica invece rifiuta forme misteriche e tradizioni esoteriche, proponendosi come «grandissima e antichissima e a tutti nota, fondata e stabilita a Roma dai due gloriosissimi apostoli Pietro e Paolo» (haer. 3. 3. 2): le sue dottrine di fede sono le stesse in tutto il mondo.
- Contro le scorrette e perverse dottrine dei precursori dello gnosticismo: già Giustino aveva segnalato come il leader gnostico Simone Mago, sotto il regno di Claudio, fosse stato ispirato da demoni[25].  In aggiunta, Ireneo evidenzia come gnostici e marcioniti, con le loro sedicenti guide spirituali, stessero distorcendo la lunga tradizione apostolica che guidava la Chiesa e che univa direttamente gli apostoli, stretti compagni di Gesù, ai contemporanei di Ireneo[26].
- Contro le pratiche magiche: Marco, uno dei principali valentiniani a cui Ireneo si oppone, metteva segretamente sostanze chimiche nel suo calice eucaristico per cambiare il volume e il colore del vino, ed è accusato di collaborare con cosiddetti maghi[21].  La Chiesa certamente si opponeva a queste operazioni occultistiche che vanno a modificare il rituale sacro prescritto nelle Scritture.
- Contro i testi sacri utilizzati come base per la dottrina gnostica: Ireneo contesta il fatto che, con il tempo, le Scritture gnostiche si moltiplichino, adducendo presunte fonti d’ispirazione o rivelazioni incontrollabili e di origine oscura. Essi, inoltre, fanno uso di libri poi considerati apocrifi, come il Vangelo di Tommaso, di Filippo e Maria. Quanto ai Vangeli considerati canonici, era prassi per i movimenti eretici utilizzare solamente singoli Vangeli: gli Ebioniti leggevano Matteo, i Marcioniti Luca, i Docetisti Marco e i Valentiniani Giovanni. Di contro, La Chiesa si presentava fondata su un ben preciso corpo di Scritture: quanto all’Antico Testamento, come altri autori patristici, Ireneo accettava pienamente l'autorità della Septuaginta. In merito al Nuovo Testamento, Ireneo utilizza analogie (a detta di Grant poco convincenti) per dimostrare che i Vangeli devono essere esattamente quattro - rispetto ai molti libri degli gnostici. A suo modo di vedere, la numerologia del quattro è presente già alle origini della storia naturale (quattro regioni e quattro venti principali del mondo) e poi, passando alla teologia, per l'equilibrio la Chiesa deve poggiare su quattro colonne. Secondo il Salmo 79,2, inoltre, il Logos è seduto sui Cherubini, che hanno quattro facce e quindi indicano i quattro evangelisti. Le enfasi individuali su un Vangelo rispetto ad un altro sono sbagliate: tutti devono essere sintetizzati[27].
- Contro la svalutazione dell’Antico Testamento: gli gnostici rifiutano di vedere il messaggio di salvezza nell’Antico Testamento; il Padre della Chiesa, pertanto, si adopera per dimostrare come le teofanie nella Bibbia Ebraica siano in realtà cristofanie, in quanto sempre manifestazione del Logos preesistente e della Sua Sapienza. Ossia, l’evoluzione del mondo è riscritta da Ireneo come una storia della salvezza alla luce dell’azione pedagogica esercitata dal Logos con rivelazione progressiva e continua, dai patriarchi e dai profeti fino all'incarnazione dello stesso Logos divino in Cristo Gesù. In questo modo egli raggiunge anche lo scopo di dimostrare l'unicità del Dio che si è rivelato nei due Testamenti[28].
- Contro la discutibile moralità dei valentiniani: i valentiniani sostenevano che essi, conservando nel loro corpo il seme divino, erano così perfetti da poter praticare ambienti e compiere azioni proibite ai cristiani[21], perché solo i fedeli comuni devono obbedire alla legge morale. Essi, pertanto, mangiavano carne sacrificata agli idoli, assistevano a feste pagane e spettacoli gladiatori, rubavano le mogli degli altri cristiani: tutte attività che un buon cristiano repelleva.
- Contro la doppia natura di Cristo: gli gnostici credevano nell’esistenza di due Cristi, uno di natura divina e l'altro di natura umana, originati da due diversi eoni. Ireneo invece, ribadendo la tesi ortodossa, insiste sull'unicità ed unità della figura del Cristo[29].
- Contro la svalutazione del mondo materiale: a detta degli gnostici, la realtà terrena è difettosa e, di conseguenza, i credenti cercano di fuggire verso un regno eterno dello spirito. Diversamente, Ireneo considera la creazione come buona e destinata alla glorificazione finale.
- Contro un’incarnazione solo spirituale: a partire da un passo tratto dalla prima lettera ai Corinzi è preso il verso che ha diviso gnostici e Cristiani quanto al destino finale di tutti i fedeli, ed è per questo il più citato tra le lettere di Paolo:

(Paolo di Tarso, 1 Corinzi 15:50)
Sia Ireneo che i Valentiniani utilizzano questo verso per sostenere le rispettive comprensioni della risurrezione dei morti: da una parte i valentiniani ritenevano che la resurrezione fosse un fenomeno puramente spirituale, mentre, a detta di Ireneo, i cristiani sarebbero risorti dai morti con corpi carnali. L’uomo, secondo la Chiesa, è infatti concepito unitariamente come sintesi di anima e di corpo ed anzi, contro lo svilimento gnostico di tutto ciò che è corporeo, proprio la corporeità dell'uomo, destinata alla risurrezione e retribuzione finale (salus carnis), è valorizzata da Ireneo.
Infine, la storia obbediva a un misterioso piano di salvezza divino. Creato ad immagine e somiglianza della divinità, l'uomo, col peccato, aveva infranto questa parentela originaria; ma ora, in conseguenza dell'incarnazione, egli si trovava in possesso di quella grazia vivificante, lo Spirito, che rendeva possibile superare definitivamente gli effetti del peccato. Seguace del millenarismo, Ireneo reinterpretava in modo originale questo periodo finale della storia: una sorta di 'scuola' in cui i giusti sarebbero stati messi in grado di preparare la loro carne risorta, grazie all'assistenza continua dello Spirito divino, a quella contemplazione di Dio che avrebbe costituito il loro destino eterno.

### Contro i marcioniti
Ireneo polemizzò anche contro Marcione di Sinope, il quale predicava che il Dio creatore dell'Antico Testamento e il Padre di Gesù Cristo erano due dei diversi. Ireneo sosteneva che lo stesso Dio che inviò Gesù sulla Terra guidò anche l'umanità attraverso la storia mediante la legge e i profeti ebrei.

## Ricezione e influenza

### Reazioni e accoglienza dell'opera nel contesto dell'antichità
Adversus haereses divenne presto piuttosto popolare tra i contemporanei, soprattutto tra i cristiani anti-gnostici delle chiese legate a Roma e dell’Egitto: il più antico frammento dell'opera, uno scarto di papiro proveniente da Ossirinco in Egitto, suggerisce infatti che i nemici dello gnosticismo egiziano lo trovarono presto utile. Inoltre, Clemente lo utilizzò presto ad Alessandria, Tertulliano a Cartagine, Ippolito a Roma.  
La scomparsa degli scritti di Ireneo nella redazione originale, che fa pensare a scarso interesse in antico per l'autore, non deve affatto sminuire ai nostri occhi la sua grande importanza, peraltro ben rilevata da Eusebio. La sua opera è legata ad una contingenza storica precisa, ossia la crisi gnostica: quando essa fu superata, anche gli scritti di Ireneo furono considerati ormai poco significativi e, in funzione antieretica, sostituiti da altri più aggiornati. Quel momento fu tuttavia fu decisivo per la vita della Chiesa e la polemica di Ireneo contribuì a chiarire e fissare in modo definitivo alcuni capisaldi del suo patrimonio dottrinale.  
Possono essere avanzati dubbi circa i risultati raggiunti dalla sua polemica anti-gnostica, in quanto a tratti superficiale e troppo aderente ai dati esterni della dottrina. Difficilmente uno gnostico sarà stato spinto ad abbandonare le proprie convinzioni dalla critica di Ireneo, ma va considerato come gli effettivi destinatari dell'Adversus haereses non fossero gli gnostici, quanto più i comuni fedeli sollecitati dagli valentiniani: è in quest'ottica che il modo di far polemica di Ireneo appare tutt'altro che privo di efficacia. 

### Importanza nella storia del pensiero cristiano
L’importanza dell’Adversus haereses è notevole per gli effetti che ha avuto sino ai nostri giorni principalmente per tre motivi: reca un’ottima descrizione dello gnosticismo, per la prima volta Ireneo considera canonici dei passi neotestamentari e infine perché avverte la necessità di un’esegesi controllata da un’autorità.
- Fino alla scoperta dei codici di Nag Hammadi nel 1945, quest’opera costituiva la migliore fonte di descrizione dello gnosticismo. La documentazione addotta è di prim’ordine: l’esposizione della dottrina valentiniana è la più dettagliata in nostro possesso ed è tuttora, data la completezza e l’organicità, il testo di base per la conoscenza della gnosi valentiniana. Anche le notizie sugli altri movimenti sono affidabili, confermate da recenti scoperte papiracee (Apocrifo di Giovanni, Vangelo di Giuda) e alcune di esse hanno grande valore, anche se a volte sintetiche e limitate a dati esteriori delle dottrine[31].
- Ireneo è il primo scrittore cattolico che adduca passi neotestamentari considerandoli normativi alla pari di quelli veterotestamentari. È quindi una chiara attestazione di una redazione di un canone per i cristiani, composto dai quattro vangeli e alcune lettere di Paolo. Ireneo riporta la maggior parte delle opere del Nuovo Testamento; tuttavia, inserisce anche alcuni scritti ora non considerati canonici (come la prima lettera di Clemente e il Pastore di Erma) e non fa riferimento ad alcune lettere di Paolo (Lettera a Filemone, la seconda a Pietro, una indirizzata a Giovanni e una a Giuda).

In aggiunta, Ireneo è importante nella storia della dottrina e dell'autocoscienza stessa della chiesa per la chiarezza con cui, contro il divisismo degli gnostici e dei marcioniti, ha rilevato a fondo l'unità della rivelazione, ossia la connessione organica tra Antico e Nuovo Testamento come i due momenti dell'economia provvidenziale della salvezza, quello della preparazione e quello della realizzazione.
- Ireneo per primo ha compreso che la Scrittura non fosse autosufficiente come strumento normativo di tutti gli aspetti della vita della comunità e perciò andasse integrata dall'autorità di una tradizione esegetica autentica, in grado di indirizzare correttamente l'interpretazione del testo sacro. Per questo motivo, egli è stato nominato Dottore della Chiesa[32].